# El palacio embrujado
El palacio embrujado (en hangul, 귀궁; romanización revisada, Gwigung; literalmente, «Regreso al palacio») es una serie de televisión suroreana, una comedia romántica de fantasía y de época histórica, escrita por Yoon Soo-jung, dirigida por Yoon Seong-sik, y protagonizada por Yook Sung-jae, Bona y Kim Ji-hoon. Está formada por dieciséis episodios que se emitieron por el canal SBS desde el 18 de abril hasta el 7 de junio de 2025, en horario de viernes y sábados a las 21:50 (hora local coreana). También está disponible en otras plataformas de contenidos audiovisuales, según los países, como Netflix, Viki, Viu y Wavve.            

## Sinopsis
La serie es una comedia romántica de fantasía sobre una chamana llamada Yeo-ri que rechaza su destino como tal, y Kang Cheol, un imoogi atrapado en el cuerpo del primer amor de Yeo-ri, Yoon Gap, quienes se enfrentan a un fantasma de ocho caras que guarda rencor contra la familia real, y sus cuerpos y almas se enredan fuertemente.

## Reparto

### Principal
- Yook Sung-jae como Yoon Gap/Kang Cheol.[1][2]
  - Jung Hyun-joon como Yoon Gap de niño.[3]
    1. Yoon Gap es un fiscal de nacimiento ilegítimo, que intenta proteger el palacio del caos en que ha caído debido a los planes del espíritu Palcheokgwi; su cuerpo es robado por el espíritu maligno  Kang Cheol. Es el primer amor de Yeo-ri.
    2. Kang Cheol, el imoogi, es un espíritu maligno que no pudo convertirse en un dragón y poseyó el cuerpo de Yoon Gap con el fin de usarlo para subir al cielo.
- Kim Ji-yeon (Bona) como Yeo-ri, artesana, chamana y la única nieta de un famoso man-shin Neup-deok, de quien se decía que también se hacía cargo de los rituales nacionales. Yeo-ri rechaza su destino de chamana. Su primer amor fue Yoon Gap, por lo que se siente confusa cuando el imoogi se apodera de su cuerpo.[1][4][5]
  - Song Ji-woo como Yeo-ri de niña.[6]
- Kim Ji-hoon como el rey Lee Jeong, un monarca reformista que sueña con un país fuerte, experto tanto en literatura como en artes marciales, y gran trabajador. Para enfrentarse al fantasma de ocho caras, que guarda rencor contra la familia real, deroga la prohibición de la entrada de chamanes femeninos, y une fuerzas con su súbdito favorito Yoon Gap y la chamana Yeo-ri, que trae para descubrir el secreto del fantasma  mientras continúan ocurriendo incidentes sospechosos en el palacio.[1][7][8]

### Secundario

#### Familia real y servidores directos
- Son Byung-ho como Kim Bong-in, el primer ministro y abuelo materno del rey. Después de la muerte del rey anterior, se convirtió en un fuerte partidario político del rey Lee Seong. Es un político experimentado que no revela fácilmente sus verdaderos sentimientos.[9]
- Han So-eun como la reina Park, la esposa del rey y madre del príncipe Gwang. Ingresó al palacio a una edad temprana y compartió la trágica historia familiar del rey.[10][11]
- Park Jae-jun como Lee Gwang, el hijo del rey y la reina. Un niño que se parece a su padre con una mente brillante y a su madre con un corazón cálido. Hace unos meses, fue víctima de la locura, al igual que su abuelo, el exrey.
- Han Soo-yeon como la reina viuda, la joven reina que el rey acogió después de la muerte de su primera esposa y que, actualmente, es el miembro de mayor rango de la familia real.[12]
- Kim Seon-bin como el príncipe Yeong-in, hijo de la reina viuda y medio hermano del rey.  A diferencia del rey actual, es impulsivo y arrogante, y constantemente causa problemas e incidentes, que la reina viuda intenta desesperadamente solucionar en secreto.[13]
- Kim Na-yoon como la dama Han, la dama de la corte de la reina viuda, que observa la difícil vida de la reina viuda desde afuera y se siente desconsolada.
- Choi Jeong-in como Oh Sang-gung, la dama de la corte de la reina, una exdama de la corte traída por la reina cuando entró al palacio y la leal servidora de esta.[14]
- Lee Jung-in como el eunuco del príncipe Yeong-in.[15]

#### Gente de palacio
- Kim Sang-ho como Poongsan, un hombre ciego que es bueno adivinando y leyendo escrituras y trabaja en Maengcheong. Utiliza sus poderes sobrenaturales para disfrutar de una vida de lujo en el palacio.[16]

- Yoon Seung como Kwak Sang-chung, ministro de Guerra, jefe del ejército. Una figura poderosa que controla el poder militar como sucesor de una familia militar profundamente arraigada. Se opone a las reformas del rey.
- Go In-beom como Ahn Seok-ju, ministro de Ritos; se opone a las reformas del rey junto con Kwak Sang-chung. Un oportunista ingenioso.[17]
- Park Joo-hyung como Jeong Sa-soon-Byeolgam, que entró al palacio por recomendación de Kwak Sang-chung y es leal solo a este.[18]

#### Hombres del rey
- Kim In-kwon como Kim Eung-soon, eunuco del rey. Un eunuco leal que ha servido desde la época del rey anterior.[19]
- Kim Dong-hyuk como Kim Geun-hoo, guardaespaldas del rey, comandante de la guardia real. De nacimiento ilegítimo, pues nació de una concubina, llegó a comandante gracias a que el rey no discrimina según las clases sociales. Es bueno en artes marciales y totalmente leal al rey.[20][21]
- Han Min como Seo Jae-il, un oficial de la Guardia Real que ayuda a Kim Geun-hoo y al rey.[22]
- Kim Chan-oh como Sang-deuk, eunuco del rey, al que sirve junto con Eung-soon.

#### Chamanes
- Gil Hae-yeon como Nupdeok, la abuela de Yeo-ri, una hechicera con habilidades psíquicas excepcionales.[23]
- Lee Won-jong como el monje Kasyap, un maestro del ritual de exorcismo budista, Gubyungsisik, que guía a los espíritus de las personas poseídas al cielo, y un sumo sacerdote que ayuda a Yeo-ri a luchar contra el demonio.[12]
- Woo Sang-jeon como Nosunim. A primera vista, parece un anciano con demencia, pero es un monje con un aura divina, y el monje Kasyap lo considera su maestro.
- Jo Han-gyeol como el imoogi Bibi (Yeong-no), pariente de Kang Cheol, un imoogi que se come a los nobles.[12]

#### Otros
- Cha Chung-hwa como Yeong-geum, la madre de Yoon-gap. Originalmente era una muchacha cálida y gentil, pero después de que su esposo murió, se convirtió en una mujer dura que hizo todo tipo de cosas difíciles para criar a su hijo pequeño. Cuando su hijo se despierta después de ser apuñalado y gravemente herido, parece una persona diferente y ella se preocupa, pensando que es porque ha perdido la memoria.[24][25]
- Ahn Nae-sang como Choi Won-woo, exconsejero de Estado de la izquierda, primo quinto de la reina viuda. Aunque ya es mayor y ha regresado al campo, todavía tiene una gran influencia sobre el pueblo. El rey está intentando ganárselo con sus políticas de reforma radical, y los ministros de la corte también siguen de cerca estos movimientos. Pero lo más importante para él siempre es su familia y su seguridad. Es el padre de Inseon.[25]
- Shin Seul-gi como Choi In-seon, la hija de Choi Won-woo, la única hija de Geum Ji-ok-yeop, quien creció siendo adorada y bien tratada. Aunque algo arrogante, es pura y honesta por naturaleza. Se estaba muriendo de una enfermedad cuando Yeo-ri la salvó ahuyentando a un fantasma con una sola pierna. Sin embargo, ella cree que quien la salvó no fue Yeo-ri sino el secretario del rey, Yoon Gap, y entonces toma a Yoon Gap en serio y se acerca activamente a él.[26][27]
- Ki Eun-soo como Makgeum, sirviente de In-seon.
- Han Seung-bin como Se-won, hombre de acción que es el sirviente de Poongsan.[28]
- Baek Jae-jin como el artesano de la cámara alta.

#### Espíritus
- Seo Do-young como Palcheokgwi, el fantasma de ocho caras, un espíritu maligno que mide casi dos metros y medio, vengativo y temible, con un profundo rencor contra la familia real.[29]
- Song Soo-yi como el espíritu maligno Ok-im, una espeluznante fantasma acuática que vive en el pozo del jardín trasero del palacio.[30][31]
- Lee Tae-geom como el fantasma de una pierna, que siempre usa un sombrero de paja. En la casa donde se aloja siempre se enferma.[32]
- Park Da-on como el fantasma de la luz nocturna, un fantasma en forma infantil que roba los zapatos de los niños y con ello la suerte al dueño de los zapatos. Él cree que es bueno contando, pero en realidad sólo puede contar hasta cuatro.
- Kim Jun-won como Makdol, una serpiente de agua que vive en un río sucio.

### Apariciones especiales
- Kim Young-kwang como el verdadero Kang Cheol.[33][34]
- Kim Ki-ri como un eunuco.
- Yoon In-jo como la madre de In-seon.

## Producción
El palacio embrujado es una producción de iWill Media en colaboración con la filial de SBS Studio S. Entró en preproducción en marzo de 2024 y se preveía entonces comenzar el rodaje en el sucesivo mes de julio. Es obra original, sin material fuente, que está escrita por Yoon Soo-jung (The King's Face, 2014, y Vamos, atrévete, 2015) y dirigida por Yoon Sung-sik y Kim Ji-yeon. Yoon Sung-sik fue también director de Bridal Mask (2012), You Are the Best! (2013), y Mr. Queen (2020), la primera y la tercera de las cuales también ambientadas en época histórica.
Con esta serie SBS recuperó las producciones de tipo histórico cuatro años después de las controversias y posterior cancelación de Joseon Exorcist con apenas dos episodios emitidos. Para ello la inversión fue muy elevada (unos veinte mil millones de wones), pues se cuidó la puesta en escena, construcción de decorados, vestuario, etc.
El 10 de mayo de 2024 se anunciaron los primeros resultados de las audiciones con la elección de Kim Ji-yeon y Yook Sung-jae como protagonistas. El 19 de julio fueron confirmados y se añadió el nombre del tercer protagonista, Kim Ji-hoon.
En la representación de los fantasmas que aparecen en la serie se intentó el máximo realismo eliminando lo más posible la animación generada por ordenador, y recurriendo al maquillaje y a actores reales.

### Promoción y estreno
El 6 de marzo de 2025 el equipo de producción difundió imágenes de la lectura del guion. Más adelante, Yook Sung-jae, Kim Ji-yeon y Kim Ji-hoon aparecieron como invitados en la transmisión del 17 de abril del programa radiofónico Two O'Clock Escape Cultwo Show de SBS PowerFM. Ese mismo día por la tarde se presentó la producción en una conferencia de prensa celebrada en Mok-dong, Yangcheon-gu, Seúl, con la asistencia del director Yoon Sung-sik y los actores Yook Sung-jae, Kim Ji-yeon y Kim Ji-hoon . Al día siguiente SBS distribuyó algunos fotogramas de los dos personajes principales, tomados del primer capítulo.
Programada en principio como serie de lunes y martes, El palacio embrujado se estrenó el 18 de abril de 2025 en SBS en horario de viernes y sábados. Además, se estrenó simultáneamente en algunas plataformas de servicios audiovisuales, como Netflix y Wavve en Corea del Sur, y Hami Video, Viki y Viu en otros países del mundo.

## Recepción

### Audiencia
El palacio embrujado empezó su andadura con grandes resultados de audiencia, un 9,2 % nacional en el primer episodio, con un pico en doble dígito, el 10,7 %, superando las otras producciones dramáticas en la misma franja horaria de los demás canales. Empezó, pues, tres puntos por encima del primer episodio de su predecesora en el mismo horario, Corazones enterrados, que terminó, sin embargo, con un óptimo 15,4 %, por lo que es probable que El palacio embrujado se beneficiara del arrastre de aquella. También alcanzó grandes resultados en la distribución OTT, donde Netflix la registró inmediatamente después de su estreno en la primera posición de la categoría en Corea del Sur, Malasia, Filipinas, Singapur y Tailandia. El segundo episodio mostró una flexión hasta el 8,3 % nacional, pero conservó el primer lugar en su horario.

En su tercera semana de emisión continuó su éxito de audiencia en plataformas internacionales; por ejemplo, en Rakuten Viki el 7 de mayo era la primera por número de espectadores en 89 países, incluidos EE. UU., Reino Unido, Francia y Australia.
| Temporada | Temporada | Episodio número | Episodio número | Episodio número | Episodio número | Episodio número | Episodio número | Episodio número | Episodio número | Episodio número | Episodio número | Episodio número | Episodio número | Episodio número | Episodio número | Episodio número | Episodio número | Promedio |
| Temporada | Temporada | 1               | 2               | 3               | 4               | 5               | 6               | 7               | 8               | 9               | 10              | 11              | 12              | 13              | 14              | 15              | 16              | Promedio |
| --------- | --------- | --------------- | --------------- | --------------- | --------------- | --------------- | --------------- | --------------- | --------------- | --------------- | --------------- | --------------- | --------------- | --------------- | --------------- | --------------- | --------------- | -------- |
|           | 1         | 1.733           | 1.580           | 1.696           | 1.704           | 1.615           | 1.572           | 1.777           | 1.794           | 1.998           | 1.893           | 1.605           | 1.819           | 1.690           | 1.745           | 1.756           | 2.078           | 1.753    |

| Episodio | Fecha de emisión    | Índices de audiencia (Nielsen Korea) | Índices de audiencia (Nielsen Korea) |
| Episodio | Fecha de emisión    | Nacional                             | Seúl                                 |
| --- | ------------------- | ------------------------------------ | ------------------------------------ |
| 1 | 18 de abril de 2025 | 9,2 % (3.ª)                          | 9.2% (2.ª)                           |
| 2 | 19 de abril de 2025 | 8,3 % (2.ª)                          | 8,4 % (2.ª)                          |
| 3 | 25 de abril de 2025 | 9,3 % (3.ª)                          | 9,0 % (1.ª)                          |
| 4 | 26 de abril de 2025 | 9,2 % (2.ª)                          | 8,8 % (2.ª)                          |
| 5 | 2 de mayo de 2025   | 8,8 % (2.ª                           | 8,2 % (2.ª)                          |
| 6 | 3 de mayo de 2025   | 8,8 % (2.ª)                          | 8,3 % (2.ª)                          |
| 7 | 9 de mayo de 2025   | 9,8 % (2.ª)                          | 9,6 % (1.ª)                          |
| 8 | 10 de mayo de 2025  | 9,5 % (2.ª)                          | 9,1 % (2.ª)                          |
| 9 | 16 de mayo de 2025  | 10,7 % (1.ª)                         | 10,0 % (1.ª)                         |
| 10 | 17 de mayo de 2025  | 9,8 % (2.ª)                          | 9,3 % (2.ª)                          |
| 11 | 23 de mayo de 2025  | 8,7 % (1.ª)                          | 8,1 % (1.ª)                          |
| 12 | 24 de mayo de 2025  | 9,7 % (2.ª)                          | 9,1 % (2.ª)                          |
| 13 | 30 de mayo de 2025  | 9,8 % (2.ª)                          | 9,3 % (1.ª)                          |
| 14 | 31 de mayo de 2025  | 9,5 % (2.ª)                          | 9,1 % (2.ª)                          |
| 15 | 6 de junio de 2025  | 9,4 % (2.ª)                          | 9,0 % (1.ª)                          |
| 16 | 7 de junio de 2025  | 11,0 % (2.ª)                         | 10,1 % (2.ª)                         |
| Promedio | Promedio            | 9,5 %                                | 9,0 %                                |
| - En la tabla superior, los números azules representan las calificaciones más bajas y los números rojos representan las más altas. |                     |                                      |                                      |

### Crítica
En South China Morning Post, Pierce Conran escribió sobre la serie: «su fuerza reside en su intrigante mezcla de géneros y su densa trama. Con chamanes, serpientes y otros fantasmas, Ghost Palace hace honor a su nombre presentando constantemente escenas de miedo, sin llegar al punto de asustar a los espectadores. Estas escenas son visualmente atractivas y le dan al drama una cohesión que las historias fragmentadas no pueden lograr. El director Yoon Sung-sik, con amplia experiencia en dramas históricos, combina estos elementos con gran destreza».